# Phasia pandellei
Phasia pandellei là một loài ruồi trong họ Tachinidae.